# Antic Hospital d'Arenys de Mar
L'Antic Hospital d'Arenys de Mar és una obra d'Arenys de Mar (Maresme) inclosa a l'Inventari del Patrimoni Arquitectònic de Catalunya.

## Descripció
És un edifici gran de tres pisos. A la planta baixa hi ha la porta d'entrada, d'arc de mig punt, i quatre finestres, una altra porta més gran que fa de garatge. Al primer pis hi ha un balcó sobre la porta d'entrada que agafa quatre obertures i a cada costat té dues finestres. Al segon pis hi ha grups de dos finestres i una de tres a la part central, d'arc de mig punt. Després d'una petita cornisa hi ha unes obertures petites que donen a les golfes. La teulada és de teula a dues vessants. Totes les obertures estan emmarcades amb maó vermell. Aquest edifici es troba al final d'un carrer sense sortida. Té una altra sortida a la part posterior, que dona als Jardins d'en Xifré. El porten un grup de monges. També fa la funció de residència geriàtrica.